# السقائف (عبس)

تعديل مصدري - تعديل

السقائف هي إحدى قرى عزلة قطبة بمديرية عبس التابعة لمحافظة حجة، بلغ تعداد سكانها 304 نسمة حسب تعداد اليمن لعام 2004.